# Полароід (фільм)
«Полароід» (англ. Polaroid) — американський містичний фільм жахів 2019 року режисера Ларса Клевберга за мотивами однойменного короткометражного фільму 2015 року. У ньому знімались Кетрін Прескотт, Грейс Забріскі, Саманта Логан, Тайлер Янг, Хав'єр Ботет, Кеті Стівенс, Маделін Петш, Прісцилла Квінтана, Деві Сантос, Кінан Трейсі та Мітч Піледжі.
У 2015 році кінокомпанія Dimension Films анонсувала виробництво фільму за сценарієм Блер Батлер, режисером якого став Клевберг. Значна частина акторів приєдналася до знімання того ж літа, а основне знімання розпочали 9 березня 2017 року у Галіфаксі, Нова Шотландія, і воно тривало до травня 2017 року.
Спочатку фільм мав вийти у серпні 2017 року, але дату переносили кілька разів. До жовтня 2018 року компанія Lantern Entertainment, яка придбала активи компанії The Weinstein Company через банкрутство, та 13 Films, міжнародна дистрибуційна та фінансова компанія, уклали угоду про розповсюдження фільму на міжнародному рівні, плануючи випустити його у 2019 році.
Вперше «Полароід» був показаний у Німеччині 10 січня 2019 року за сприяння Wild Bunch. У США фільм вийшов 17 вересня 2019 року, дистриб'ютор — компанія Vertical Entertainment.

## Сюжет
Сором'язливій старшокласниці Берд (Кетрін Прескотт) її однокласник Тайлер дарує старий «Полароід» з гаражного розпродажу. На фотоапараті є ініціали «RJS». Берд фотографує Тайлера і невдовзі помічає на знімку дивну фігуру, схожу на пляму.
На костюмованій вечірці Берд зі своєю найкращою подругою Кейсі (Саманта Логан) зустрічає інших своїх друзів Міну, її хлопця Девіна, Ейвері та Коннора (Тайлер Янг), таємне кохання Берд. Вона фотографує всіх на свій фотоапарат, а Ейвері робить селфі. Тим часом невідома істота вбиває Тайлера, шериф Пемброук повідомляє про його смерть Берд. Вдома тінь Тайлера на фото, загадково з'явилась на знімку Ейвері.
Істота вбиває Ейвері, схопивши її за шию. Після цього Берд намагається знищити фотоапарат і попереджає про небезпеку своїх друзів. Берд і Коннор дізнаються, що ним володів викладач фотографії Роланд Джозеф Сейбл (RJS) ще зі шкільних років. Його звинуватили в катуванні чотирьох студентів та вбивстві трьох з них під час фотозйомки. Один із полонених втік, а Роланда вбили поліцейські. Берд атакує істота, яка поводиться як фотографія (вона чутлива до тепла). Вона запитує, чому її теж переслідують, і зауважує, що її відображення знаходиться на задньому плані фотографії.
Девін знаходить мертве тіло Міни та звинувачує Берд в її смерті. Він намагається сфотографувати її як загрозу. Випадково фотоапарат робить знімок Девіна, тінь переходить на неї як знак, що він наступний. Кейсі рятує Берд, порізавши олівцем фотографії Девіна, поранивши його в реальному житті. Пемброук затримує Девіна, пізніше його знаходять мертвим у камері.
Решта друзів дізнаються, що дружина Роланда жива і відвідують її. Літня жінка, Лена Сейбл, пояснює, що камера належала її доньці Ребецці Джеймс Сейбл (RJS). Над дівчинкою знущалися чотири однокласники, які зробили її крамольні знімки, через які вона вчинила самогубство, змусивши її батька Роланда розквитатись з хлопцями у приступі люті. Навіть після смерті Роланд блукає, щоб вбити кривдника, який врятувався. Лена показує фото школяра, і двоє шукають його в альбомах випускників.
Берд дізнається, що вцілілим був шериф Пемброук. Коннор фотографує Пемброука, щоб зупинити помсту, але шериф розповідає, що це Роланд поглумився над Ребекою. Четверо друзів намагалися попередити Ребекку про дії батька. Через страх розголосу Роланд викрав хлопців та підштовхнув дочку до самогубства.
Істота розриває фотографію Пемброука навпіл, вбиваючи його. Берд робить селфі, щоб істота переслідувала її, а не друзів. Вона робить знімок істоти, розчавлює його, потім спалює. Берд знову збирається зі своїми друзями і викидає «Полароід» у річку.

## У ролях
| Актор             | Роль                |
| ----------------- | ------------------- |
| Кетрін Прескотт   | Берд Фітчер         |
| Тайлер Янг        | Коннор Белл         |
| Саманта Логан     | Кейсі               |
| Кінан Трейсі      | Девін               |
| Прісцила Квінтана | Міна                |
| Хав'єр Ботет      | істота              |
| Мітч Піледжі      | шериф Пемброук      |
| Кеті Стівенс      | Ейвері              |
| Деві Сантос       | Тайлер              |
| Шона Мак-Дональд  | мати Берд           |
| Грейс Забріскі    | Лена Сейбл          |
| Ріс Біван Джон    | Роланд Джозеф Сейбл |
| Емілі Пауер       | Ребекка Сейбл       |
| Меделін Петш      | Сара                |
| Еріка Превост     | Лінда               |

## Виробництво
Кінокомпанія Dimension Films оголосила про кіноадаптацію короткометражного фільму «Палароїд» норвезького сценариста і режисера Ларса Клевберга. Продюсуванням будуть займатися Кріс Бендер, Джейк Вейнер та Джейк Вагнер від Benderspink, Рой Лі від Vertigo та Петтер Онтад Лекке та Джон Ейнар Гаген від Eldorado Film, яка працювала над короткометражним фільмом Клевберга у Норвегії.

### Знімання
Основне знімання розпочали 9 березня 2017 року у Галіфаксі, Нова Шотландія.

## Випуск
Спочатку фільм повинен був вийти 25 серпня 2017 року. Дату переносили кілька разів, вказувались 22 листопада та 1 грудня 2017 року. Його зняли з розкладу, плануючи випустити фільм у 2018 році. Компанія Vertical Entertainment придбала права на розповсюдження фільму та встановила реліз на 17 вересня 2019 року.
У жовтні 2018 року компанія Lantern Entertainment, яка придбала активи The Weinstein Company через банкрутство, та 13 Films, міжнародна дистрибуційна та фінансова компанія, уклали угоду про спільне розповсюдження фільму на міжнародному рівні. Прем'єра стрічки в кінотеатрах Німеччині відбулась 10 січня 2019 року за сприяння Wild Bunch.